# Eugène Risler
Eugène Risler, né le 5 novembre 1828 à Cernay et mort le 6 août 1905 à Nyon, est un chimiste et agronome français.

## Biographie
Il est issu d'une famille de manufacturiers mulhousiens. Une lettre de son père Jérémie datée de mars 1846, nous indique qu'il se destine à reprendre la manufacture paternelle. Mais en juin de la même année, son père et sa mère meurent à une semaine d'intervalle. Il a 17 ans et hérite d'une certaine fortune.
Vocation
Il décide de consacrer sa vie et sa fortune à la recherche agronomique. À l'instar de ce qu'il a vu pour l'industrie, Eugène sent que la science peut faire progresser la production agricole. Ce changement d'orientation a certainement été motivé par son oncle paternel, le manufacturier Mathieu Risler (1782-1871), qui possédait une ferme de 20 ha et qui y avait créé un établissement pour enfants défavorisés. 
Formation et voyages d'études
En 1847, il suit les cours de l'institution royale agronomique de Grignon, puis des cours d'agronomie en Allemagne. Il fréquente entre autres la célèbre école de Hohenheim dans le Wurtemberg. En 1851, il s'inscrit, comme auditeur libre, à l'Institut national agronomique nouvellement créé. Il y est aussi préparateur bénévole au laboratoire de recherche. Par exemple, il y étudie l’influence des matières organiques du sol sur la nutrition des plantes.
En 1852, une des premières mesures du gouvernement impérial de Napoléon III a été la suppression de l’Institut agronomique. L’institut fermé, Eugène accompagne son condisciple Eugène Tisserand en Angleterre et en Écosse pour y observer les techniques agricoles. En 1856, il est nommé membre correspondant de la Société d'émulation du département des Vosges.
Domaine de Calèves
À son retour, il se marie avec Emma Puerari, le 16 juin 1856, et cherche un lieu où s’établir et poursuivre ses recherches. En 1853, il achète le domaine de Calèves près de Nyon au bord du lac Léman. Ce domaine étant difficilement cultivable et donnant de mauvais rendements, il fait drainer les zones humides, nettoyer et amender la couche arable. Le domaine devient alors lucratif. Il y crée un laboratoire de chimie et une station météorologique pour ses recherches.
Carrière à l'Institut agronomique
À partir de 1876, l’Institut national agronomique ouvre à nouveau ses portes. Le directeur, Eugène Tisserand, lui confie la chaire d’Agriculture comparée. Chaire qui sera reprise en 1953 par René Dumont.
Deux après, Eugène prend sa suite, il est directeur jusqu’en 1900 et président de la Société nationale d'agriculture en 1896.
Il est domicilié au no 106bis rue de Rennes à Paris.

## Publications
- Météorologie agricole. Observations faites de 1867 à 1876, à Calèves, près Nyon (Suisse), Nancy, Berger-Levrault, 1884, 22 p., in-8o
- Physiologie et culture du blé, principes à suivre pour en diminuer le prix de revient, Paris, Hachette, 1887, 184 p., in-16
- La Crise agricole en France et en Angleterre, Paris, C. Pariset, 1887, 79 p., in-16
- Notice sur les travaux scientifiques et agricoles, Paris, Gauthier-Villars et fils, 1898, 51 p., in-4°
- Géologie agricole. Première partie du cours d'agriculture comparée, fait à l'Institut national agronomique, Paris, Berger-Levrault, 1898-1899, 79 p., in-8o

## Distinctions
- Commandeur de la Légion d'honneur (décret du 29 octobre 1889). Il est fait commandeur par Eugène Tisserand le 23 décembre 1889. Il est nommé chevalier en 1880 et promu officier en 1884.
- Commandeur de l'ordre du Mérite agricole (1900)